# Al Kifl
Al Kifl är ett oljefält i Irak.   Det ligger i provinsen Wasit, i den centrala delen av landet, 170 km sydost om huvudstaden Bagdad. Al Kifl ligger 15 meter över havet.
Terrängen runt Al Kifl är mycket platt. Runt Al Kifl är det ganska glesbefolkat, med 45 invånare per kvadratkilometer. Omgivningarna runt Al Kifl är i huvudsak ett öppet busklandskap.